# Елене Гедеванішвілі
Елене́ Гедеванішві́лі (груз. ელენე გედევანიშვილი; *7 січня 1990, Тбілісі, Грузинська РСР, СРСР) — грузинська фігуристка, що виступає у жіночому одиночному фігурному катанні. Бронзова призерка Чемпіонату Європи з фігурного катання 2010 року (перша медаль Грузії на міжнародних турнірах подібного рівня з фігурного катання в історії).
Чемпіонка Грузії 2003 року, неодноразова учасниця Чемпіонатів Європи (на дебютному для неї в 2006 році стала відразу 5-ю, і аж 4 роки/сезони знадобилося фігуристці, щоб здійснити справжній ривок — на європершості 2010 року завоювала бронзову медаль) та Чемпіонатів світу (у дебютному сезоні 2005/2006 стала 14-ю на світовій першості і 10-ю на XX Зимовій Олімпіаді, Турин, 2006, а у сезоні 2008/2009 стала 10-ю на ЧС з фігурного катання, що також дотепер є найліпшими показниками фігуристки) з фігурного катання, інших престижних змагань.

## Кар'єра

### Початок кар'єри і перші успіхи
Елене почала займатися фігурним катанням у 5-річному віці під керівництвом тренера Тамари Анджапарідзе. До того, як Елене виповнилося 10 років, фахівці зрозуміли, що дівчинка обдарована, і Федерація фігурного катання Грузії рекомендувала батькам Елене продовжити навчання в Москві, де створені кращі умови для тренувань і розвитку спортивної форми та працюють кваліфіковані фахівці.
У 2000 році Елене з мамою переїжджає до Москви, і фігуристка починає тренуватися в Льодовому палаці «ЦСКА» під керівництвом російських тренера Олени Водорєзової і хореографа Олени Благової.
У 2003 році Елене стає чемпіонкою Грузії з фігурного катання серед дорослих спортсменок-одиночниць.
Сезон 2005/2006, до того ж олімпійський, стає найвдалішим дотепер у кар'єрі Елене — вона з успіхом дебютує на найпрестижніших міжнародних змаганнях. Так, на Чемпіонаті Європи з фігурного катання 2006 року в Ліоні (Франція) юна грузинська фігуристка справила справжній фурор, адже вона єдиною з усіх учасниць у короткій програмі виконала складний каскад з 2 потрійних стрибків (фліп і тулуп), що дозволило їй за результатами короткої посісти сенсаційно високе 4-те місце, а вже після виконання довільної Елене зайняла загальну 5-ку позицію, що, проте, не зменшує ваги її дебюту. Потому на XX Зимовій Олімпіаді (Турин, 2006) фігуристка замкнула чільну 10-ку і стала 14-ю на Чемпіонаті світу з фігурного катання 2006 року в Калгарі (Канада).

### 2006—2007: переїзд до США

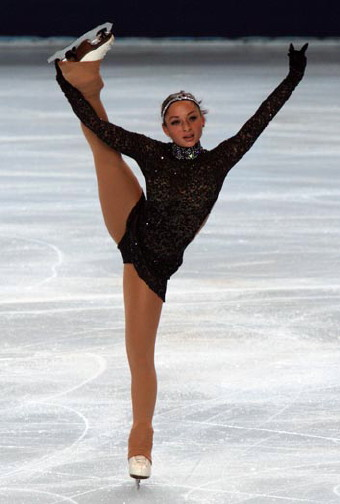
Елене Гедеванішвілі на турнірі «Trophée Eric Bompard»-2008.

Наступний сезон 2006/2007 став для Гедеванішвілі вкрай невдалим. Під час загострення міждержавних відносин Росії та Грузії в 2006 році, до матері Елене Гедеванішвілі, Маки Гедеванішвілі, як і до багатьох інших громадян Грузії, було застосовано заходи з перевірки документів з метою з'ясування легальності перебування на території Російської Федерації, внаслідок чого виявилось, що документи були оформлені з порушеннями російського законодавства. Відповідно до діючих норм, мати фігуристки було депортовано до Грузії, разом з нею змушена була поїхати і Елене.
Після повернення на батьківщину Елене отримала одну з найвищих нагород країни — Орден Честі за високі спортивні досягнення особисто з рук грузинського президента Михеіла Саакашвілі. Елене Гедеванішвілі стала наймолодшим володарем цієї нагороди.
За відсутності умов для тренувань у Грузії фігуристка висловила бажання повернутися до Москви, однак російська влада відмовила у видачі візі її матері, а жити самостійно Елене не захотіла, внаслідок чого увесь цей час спортсменка не тренувалася і не виїздила на змагання.
Наприкінці 2006 року грузинські можновладці ухвалили рішення виділити Елене Гедеванішвілі та її родині кошти, достатні для життя і тренувань у США. Елене починає співпрацювати з Галиною Змієвською в школі фігурного катання в Нью-Джерсі.
У результаті політичного скандалу, переживань і переїзду до США, пропусків тренувань і більшості стартів сезону 2006/2007, Елене не змогла виявити всю свою форму, і на Чемпіонатах Європи і світу з фігурного катання 2007 року виступає не вельми вдало, посідаючи, відповідно 8-ме і 17-те місця. Це єдині змагання сезону, в яких фігуристка взяла участь, за виключенням Меморіалу Карла Шефера, який спортсменка виграла ще на початку сезону під керівництвом Олени Буянової.

### з 2007 року: Пошуки втраченої форми

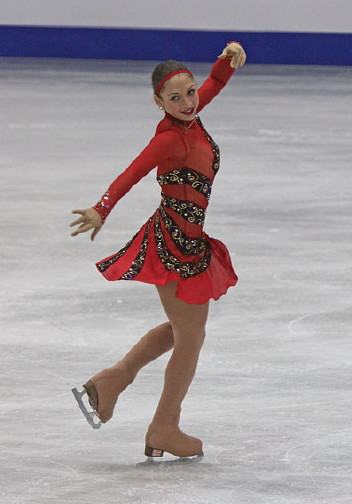
Елене Гедеванішвілі на ЧС з фігурного катання серед юніорів 2009 року (довільна програма)

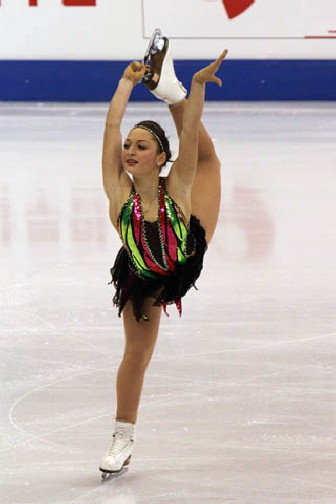
Елене Гедеванішвілі на ЧС з фігурного катання 2009 року (довільна програма)

Влітку 2007 року Елене Гедеванішвілі знову вирішує змінити тренера. Фігуристка переїжджає до відомої бази фігурного катання в Гакенсаці (штат Нью-Джерсі) і починає тренуватися під керівництвом Романа Сєрова. Однак, форма фігуристки, вочевидь, перебуває в кризі. Сезон 2007/2008 в цілому є невдалим для Гедеванішвілі — вона «провалює» обидва етапи серії Гран-Прі, куди змогла відібратися, зокрема на «Skate America»-2007 стає 6-ю, а на «NHK Trophy»-2007 взагалі 8-ю, на Чемпіонаті Європи з фігурного катання 2008 року посідає 7-ме місце, а на Світовій першості з фігурного катання цього ж року — тільки 20-а.
Піком кризи спортивної форми Елене стає середина сезону 2008/2009, а саме Чемпіонат Європи з фігурного катання 2009 року, коли фігуристка вперше у кар'єрі навіть не змогла відібратися для виконання довільної програми — їй не вистачило 1-ї позиції, і вона зрештою залишилась 25-ю. Після такого сильного провалу Елене знову змінює тренера, тепер її наставником стає американський фахівець Робін Ваґнер, що свого часу співпрацював з такими відомими фігуристками як Сара Г'юз і Саша Коен. Плоди співпраці не змусили чекати на себе довго — під наставництвом нового тренера Елене вирушає на Чемпіонат світу з фігурного катання серед юніорів 2009 року (востаннє на цих турнірах спортсменка виступала аж у 2005 році, посівши 5-те місце), на якому вигравши коротку програму, Елене Гедеванішвілі, проте, невдало відкатала довільну (11-й результат), і зрештою фінішувала на 6-й позиції. Вірність вибраного напрямку роботи з фігуристкою довів її виступ на Чемпіонаті світу з фігурного катання 2009 року в Лос-Анджелесі — уперше в кар'єрі Елене замкнула чільну десятку найсильніших фігуристок-одиночниць планети (після виконання короткої програми навіть була 8-ю), притому не лише здобувши на цьому турнірі 2 путівки для грузинських одиночниць на наступний ЧС з фігурного катання, а й 2 олімпійські ліцензії для Грузії для участі в турнірі фігуристок-одиночниць на XXI Зимовій Олімпіаді (Ванкувер, 2010).

## Спортивні досягнення
| Змагання / Сезони                                  | 2001/2002 | 2002/2003 | 2003/2004 | 2004/2005 | 2005/2006 | 2006/2007 | 2007/2008 | 2008/2009 | 2009/2010 |
| -------------------------------------------------- | --------- | --------- | --------- | --------- | --------- | --------- | --------- | --------- | --------- |
| Зимові Олімпійські ігри                            |           |           |           |           | 10        |           |           |           |           |
| Чемпіонати світу з фігурного катання               |           |           |           |           | 14        | 17        | 20        | 10        |           |
| Чемпіонати Європи з фігурного катання              |           |           |           |           | 5         | 8         | 7         | 25        | 3         |
| Чемпіонати світу з фігурного катання серед юніорів |           |           | 12        | 5         |           |           |           | 6         |           |
| Чемпіонати Грузії з фігурного катання              | 4         | 1         | 1J.       |           |           |           |           |           |           |
| Етапи Гран-прі: «NHK Trophy»                       |           |           |           |           |           |           | 8         |           |           |
| Етапи Гран-прі: «Trophée Eric Bompard»             |           |           |           |           |           |           |           | 7         | 7         |
| Етапи Гран-прі: «Skate America»                    |           |           |           |           |           |           | 6         |           | 6         |
| Турніри «Finlandia Trophy»                         |           |           |           |           |           |           |           | 4         |           |
| Меморіали Карла Шефера                             |           |           |           |           | 4         | 1         |           |           |           |
| Турніри «NRW Trophy», Дортмунд                     |           |           |           |           |           |           |           | 1         |           |

J = юніорський рівень

## Виноски
1. ↑  Саакашвілі вручив орден депортованій із Росії юній фігуристці. Архів оригіналу за 30 грудня 2007. Процитовано 28 березня 2009. Саакашвілі вручив орден депортованій із Росії юній фігуристці (рос.)
2. ↑  Грузинська фігуристка Елене Гедеванішвілі не змогла повернутися до Москви. Архів оригіналу за 26 січня 2010. Процитовано 28 березня 2009.
3. ↑  Відома грузинська фігуристка Елене Гедеванішвілі переїздить жити і тренуватися до США(рос.)
4. ↑  Результати короткої програми на турнірі фігуристок-одиночниць на Чемпіонаті світу з фігурного катання [Архівовано 5 листопада 2019 у Wayback Machine.] // Офіційний сайт ІСУ
5. ↑  Результати турніру NRW Trophy 2008. Архів оригіналу за 26 лютого 2009. Процитовано 28 березня 2009.